# يزيد بن يزيد بن جابر
يزيد بن يزيد بن جابر الأزدي. أخو عبد الرحمن بن يزيد بن جابر الأزدي، وكان الأصغر. أصله من البصرة، ووالده يزيد بن جابر الأزدي. يعد هو ووالده وأخوه عبد الرحمن من رواة الحديث. وكان يزيد من فقهاء الشام مع طبقة الأوزاعي وثقه يحيى بن معين وقال أحمد: لا بأس به، من صالحيهم. وقال أبو داود: ثقة. أجازه الوليد بن يزيد بخمسين ألف دينار. مات سنة 134 هـ.

## روايته
حدث عن يزيد بن الأصم، ومكحول الشامي، ورزيق بن حيان، ووهب بن منبه، وغيرهم.
روى عنه: الأوزاعي وشعيب بن أبي حمزة وسفيان الثوري، وأبو المليح الرقي، وابن عيينة، وحسين الجعفي وآخرون
قال يزيد بن يزيد بن جابر: حدثني يزيد الأسد قال: سمعت أبا هريرة يقول: قال رسول الله صلى الله عليه وسلم: لقد هممت أن آمر فتيتي فيجمعوا حزماً من حطب، ثم آتي قوماً يصلون في بيوتهم، ليست بهم علة، فأحرقها عليهم. قلت ليزيد بن الأصم: يا أبا عوف، الجمعة عني أو غيرها؟ قال: صمتا أذناي إن لم أكن سمعت أبا هريرة يأثره عن رسول الله صلى الله عليه وسلم، ما ذكر جمعة، ولا غيرها.
عن كثير بن كثير قال: صلى بنا مكحول بفناء فسطاط ومعه يزيد بن يزيد بن جابر في نفر من أصحابه، ونحن على مسح له من شعر، فلما أهوى للسجود كشف يزيد بن يزيد المسح وسجد على الأرض.

## مكانته
قال الذهبي: وكان من كبار الأئمة الأعلام، ذكر للقضاء مرة فإذا هو أكبر من القضاء. قال سفيان بن عيينة: قدم علينا يزيد بن يزيد بن جابر، وكان حسن الهيئة، حسن النحو، كان يقولون: لم يكن في أصحاب مكحول مثله. وكان يقول: يزيد بن جابر ثقة، عاقل، حافظ، من أهل الشام.
وقال أبو مسهر: لما مات مكحول أحدقوا بيزيد بن يزيد، وكان رجلاً سكيتاً، فتحولوا إلى سليمان بن موسى فأوسعهم علماً.

## وفاته
مات بالشام سنة أربع وثلاثين ومائة وقيل: سنة ثلاث وثلاثين في خلافة أبي العباس، وقيل: مات بالمدينة، ولم يبلغ ستين سنة.
قال خليفة وابن سعد: مات سنة أربع وثلاثين ومائة وقيل: مات سنة ثلاث وثلاثين ومائة. قاله الذهبي وقال: عاش أخوه بعده ثلاثين سنة.

## وصلات خارجية
- مختصر تاريخ دمشق لابن منظور